# Tocópero (Venezuela)
Pour les articles homonymes, voir Tocopero.
Tocópero est le chef-lieu de la municipalité de Tocópero dans l'État de Falcón au Venezuela. En 2000, sa population est estimée à 2 872 habitants[réf. nécessaire].